# 咸宁桥
咸宁桥，又名冶坊桥，是中国浙江省嘉兴市桐乡市乌镇镇的一座梁式三孔石桥，位于银杏社区西栅景区，长18米，宽1.6米，建于清代。已列为桐乡市文物保护单位。
2018年12月30日，咸宁桥公布为第六批桐乡市文物保护单位，编号6-97。